# Lista de prefeitos de Sobral (Ceará)
Esta é a lista de prefeitos do município cearense de Sobral, estado brasileiro do Ceará.
| Nº                                                    | Nome                                                    | Imagem                            | Partido                                      | Início do mandato       | Fim do mandato                                            | Observações                               |
| Primeira República (1889–1930)                        |                                                         |                                   |                                              |                         |                                                           |                                           |
| 1                                                     | Vicente Cesar Ferreira Gomes                            |                                   |                                              | 14 de março de 1890     | 31 de dezembro de 1890                                    | Intendente                                |
| 2                                                     | José Ferreira Gomes                                     |                                   |                                              | 1º de janeiro de 1891   | 10 de setembro de 1892                                    | Intendente                                |
| 3                                                     | Rosendo Augusto de Siqueira                             |                                   |                                              | 11 de setembro de 1892  | 1º de março de 1902                                       | Intendente                                |
| 4                                                     | Alfredo Marinho de Andrade                              |                                   |                                              | 2 de março de 1902      | 31 de agosto de 1904                                      | Intendente                                |
| 5                                                     | José Inácio Alves Parente                               |                                   |                                              | 1º de setembro de 1904  | 18 de dezembro de 1908                                    | Intendente                                |
| 6                                                     | Frederico Gomes Parente                                 |                                   |                                              | 19 de dezembro de 1908  | 25 de novembro de 1912                                    | Intendente                                |
| 7                                                     | José Cândido Gomes Parente                              |                                   |                                              | 26 de novembro de 1912  | 12 de abril de 1914                                       | Intendente                                |
| 8                                                     | Francisco Porfirio da Ponte                             |                                   |                                              | 13 de abril de 1914     | 15 de setembro de 1914                                    | Intendente                                |
| 9                                                     | Frederico Gomes Parente                                 |                                   |                                              | 16 de setembro de 1914  | 25 de novembro de 1916                                    | Intendente                                |
| 10                                                    | José Jácome de Oliveira                                 |                                   |                                              | 26 de novembro de 1916  | 27 de novembro de 1920                                    | Intendente                                |
| 11                                                    | Henrique Rodrigues de Albuquerque                       |                                   |                                              | 28 de novembro de 1920  | 5 de setembro de 1923                                     | Intendente                                |
| 12                                                    | Antonio Mendes Carneiro                                 |                                   |                                              | 6 de setembro de 1923   | 31 de dezembro de 1923                                    | Intendente                                |
| 13                                                    | Ernesto Marinho de Albuquerque Andrade                  |                                   |                                              | 1º de janeiro de 1924   | 9 de junho de 1928                                        | Intendente                                |
| 14                                                    | Fortunato Alves Linhares                                |                                   |                                              | 10 de junho de 1928     | 21 de setembro de 1928                                    | Intendente                                |
| 15                                                    | José Jácome de Oliveira                                 |                                   |                                              | 22 de setembro de 1928  | 8 de outubro de 1930                                      | Intendente                                |
| Segunda e Terceira República — Era Vargas (1930–1945) |                                                         |                                   |                                              |                         |                                                           |                                           |
| 16                                                    | Arthur da Silveira Borges                               |                                   |                                              | 9 de outubro de 1930    | 8 de janeiro de 1932                                      | Prefeito nomeado                          |
| 17                                                    | Floriano Machado                                        |                                   |                                              | 9 de janeiro de 1932    | 13 de julho de 1932                                       | Prefeito nomeado                          |
| 18                                                    | Paulo de Almeida Sanford                                |                                   |                                              | 14 de julho de 1932     | 31 de dezembro de 1932                                    | Prefeito nomeado                          |
| 19                                                    | Alfeu Ribeiro Aboim                                     |                                   |                                              | 1º de janeiro de 1933   | 25 de junho de 1933                                       | Prefeito nomeado                          |
| 20                                                    | Leocádio de Araújo Jr.                                  |                                   |                                              | 26 de junho de 1933     | 11 de agosto de 1935                                      | Prefeito nomeado                          |
| 21                                                    | Ataliba Daltro Barreto                                  |                                   |                                              | 12 de agosto de 1935    | 8 de outubro de 1935                                      | Prefeito nomeado                          |
| 22                                                    | Vicente Antenor Ferreira Gomes                          |                                   |                                              | 9 de outubro de 1935    | 4 de julho de 1944                                        | Prefeito nomeado                          |
| 23                                                    | João de Alencar Mello                                   |                                   |                                              | 5 de julho de 1944      | 19 de janeiro de 1945                                     | Prefeito nomeado                          |
| 24                                                    | Arnaud Ferreira Baltar                                  |                                   |                                              | 20 de janeiro de 1945   | 12 de junho de 1945                                       | Prefeito nomeado                          |
| Quarta República (1945–1964)                          |                                                         |                                   |                                              |                         |                                                           |                                           |
| 25                                                    | Randal Pompeu Magalhães                                 |                                   | União Democrática Nacional UDN               | 13 de junho de 1945     | 11 de janeiro de 1946                                     | Prefeito nomeado                          |
| 26                                                    | João de Alencar Mello                                   |                                   |                                              | 12 de janeiro de 1946   | 3 de fevereiro de 1947                                    | Prefeito nomeado                          |
| 27                                                    | José Gerardo Frota Parente                              |                                   | Partido Social Democrático PSD               | 4 de fevereiro de 1947  | 6 de julho de 1947                                        | Prefeito nomeado                          |
| 28                                                    | Ataliba Daltro Barreto                                  |                                   | União Democrática Nacional UDN               | 6 de julho de 1947      | 30 de janeiro de 1948                                     | Prefeito nomeado                          |
| 29                                                    | Jacyntho Pereira da Silva                               |                                   | Partido Social Democrático PSD               | 31 de janeiro de 1948   | 30 de janeiro de 1951                                     | Prefeito eleito em sufrágio universal     |
| 30                                                    | Antônio Frota Cavalcante                                |                                   | Partido Social Democrático PSD               | 31 de janeiro de 1951   | 30 de janeiro de 1955                                     | Prefeito eleito em sufrágio universal     |
| 31                                                    | Paulo de Almeida Sanford                                |                                   | Partido Social Democrático PSD               | 31 de janeiro de 1955   | 30 de janeiro de 1959                                     | Prefeito eleito em sufrágio universal     |
| 32                                                    | José Palhano de Saboia                                  |                                   | União Democrática Nacional UDN               | 31 de janeiro de 1959   | 30 de janeiro de 1963                                     | Prefeito eleito em sufrágio universal     |
| 33                                                    | Cesário Barreto Lima                                    |                                   | Partido Trabalhista Nacional PTN             | 31 de janeiro de 1963   | 30 de janeiro de 1967                                     | Prefeito eleito em sufrágio universal     |
| Quinta República (1964–1985)                          |                                                         |                                   |                                              |                         |                                                           |                                           |
| 34                                                    | Jerônimo Medeiros Prado (Sobral, 15.07.1909–17.10.2003) |                                   | Aliança Renovadora Nacional ARENA            | 31 de janeiro de 1967   | 30 de janeiro de 1971                                     | Prefeito eleito em sufrágio universal     |
| 35                                                    | Joaquim Barreto Lima (Quinca)                           |                                   | Aliança Renovadora Nacional ARENA            | 31 de janeiro de 1971   | 30 de janeiro de 1973                                     | Prefeito eleito em sufrágio universal     |
| 36                                                    | José Parente Prado                                      |                                   | Aliança Renovadora Nacional ARENA            | 31 de janeiro de 1973   | 31 de janeiro de 1977                                     | Prefeito eleito em sufrágio universal     |
| 37                                                    | José Euclides Ferreira Gomes Jr                         |                                   | Aliança Renovadora Nacional ARENA            | 1º de fevereiro de 1977 | 31 de janeiro de 1983                                     | Prefeito eleito em sufrágio universal     |
| Sexta República, ou Nova República (1985–presente)    |                                                         |                                   |                                              |                         |                                                           |                                           |
| 38                                                    | Joaquim Barreto Lima                                    |                                   | Partido Democrático Social PDS               | 1º de fevereiro de 1983 | 31 de dezembro de 1988                                    | Prefeito eleito em sufrágio universal     |
| 39                                                    | José Parente Prado (Sobral, 11.07.1932–26.05.1999)      |                                   | Partido da Frente Liberal PFL                | 1º de janeiro de 1989   | 31 de dezembro de 1992                                    | Prefeito eleito em sufrágio universal     |
| 40                                                    | Francisco Ricardo Barreto Dias (Sobral, 30.08.1947–)    |                                   | Partido Democrático Social PDS               | 1º de janeiro de 1993   | 28 de novembro de 1994                                    | Prefeito eleito em sufrágio universal     |
| 41                                                    | Aldenor Façanha Jr                                      |                                   | Partido da Frente Liberal PFL                | 29 de novembro de 1994  | 31 de dezembro de 1996                                    | Vice-prefeito eleito no cargo de prefeito |
| 42                                                    | Cid Gomes                                               |                                   | Partido da Social Democracia Brasileira PSDB | 1º de janeiro de 1997   | 31 de dezembro de 2000                                    | Prefeito eleito em sufrágio universal     |
| 42                                                    | Cid Gomes                                               | Partido Popular Socialista PPS    | 1º de janeiro de 2001                        | 31 de dezembro de 2004  | Prefeito reeleito em sufrágio universal                   |                                           |
| 43                                                    | Leônidas Cristino (Coreaú, 03.06.1957–)                 |                                   | Partido Popular Socialista PPS               | 1º de janeiro de 2005   | 31 de dezembro de 2008                                    | Prefeito eleito em sufrágio universal     |
| 43                                                    | Leônidas Cristino (Coreaú, 03.06.1957–)                 | Partido Socialista Brasileiro PSB | 1º de janeiro de 2009                        | 31 de dezembro de 2010  | Prefeito reeleito em sufrágio universal renunciou o cargo |                                           |
| 44                                                    | Clodoveu de Arruda, Veveu (Sobral, 26.05.1958–)         |                                   | Partido dos Trabalhadores PT                 | 1º de janeiro de 2011   | 31 de dezembro de 2012                                    | Vice-prefeito eleito no cargo de prefeito |
| 44                                                    | Clodoveu de Arruda, Veveu (Sobral, 26.05.1958–)         | 1º de janeiro de 2013             | Partido dos Trabalhadores PT                 | 31 de dezembro de 2016  | Prefeito reeleito em sufrágio universal                   |                                           |
| 45                                                    | Ivo Gomes (Sobral, 13.12.1967–)                         |                                   | Partido Democrático Trabalhista PDT          | 1° de janeiro de 2017   | 31 de dezembro de 2020                                    | Prefeito eleito em sufrágio universal     |
| 45                                                    | Ivo Gomes (Sobral, 13.12.1967–)                         | Partido Socialista Brasileiro PSB | 1º de janeiro de 2021                        | 31 de dezembro de 2024  | Prefeito reeleito em sufrágio universal                   |                                           |
| 46                                                    | Oscar Rodrigues (Sobral, 08.03.1957–)                   |                                   | UNIÃO                                        | 1º de janeiro de 2025   | Atual                                                     | Prefeito eleito em sufrágio universal     |